# Haematopota fletcheri
Haematopota fletcheri är en tvåvingeart som beskrevs av Stone och Philip 1974. Haematopota fletcheri ingår i släktet Haematopota och familjen bromsar.
Artens utbredningsområde är Myanmar. Inga underarter finns listade i Catalogue of Life.